# Перемога (стадіон, Кадіївка)
Стадіон «Перемога» — стадіон у місті Кадіївка Луганської області, вміщує 7200 глядачів. Раніше на стадіоні виступав футбольний клуб «Стаханов». В останні роки, до окупації російсько-терористичними військами Донбасу, на стадіоні проводили свої матчі аматорські команди «Стаханов» і «Вікторія», а також дублюючий склад футбольного клубу «Сталь» (Алчевськ).
Щорічно на стадіоні проводився аматорський тенісний турнір у чоловічому одиночному розряді.